# Saint-Malo
Saint-Malo (in bretone Sant-Maloù, in gallo Saent-Malô, in italiano antico San Malò) è un comune francese e una sottoprefettura (arrondissement di Saint-Malo), capoluogo di due cantoni (nord e sud) del dipartimento francese Ille-et-Vilaine, nella regione della Bretagna. È una città balneare famosa, ricca di monumenti storici e di eventi soprattutto estivi, e attira turisti in maniera crescente (maggiormente inglesi, tedeschi, olandesi). Dà il nome al golfo su cui si affaccia.
È una città costiera, fortificata con una cintura di bastioni, e il centro storico è costruito su un'isola collegata alla costa. Il suo porto sbocca sul Canale della Manica e il suo litorale è tra quelli francesi il maggiormente esposto al fenomeno delle maree (l'ampiezza supera i 10 metri). Saint-Malo è fortemente legata al mare: famosa per essere stata la città dei corsari, è oggi considerata la capitale della vela in Francia.
Gli abitanti di Saint-Malo si chiamano "maluini", in francese: malouins, da cui deriva anche il nome delle Isole Malvine, colonizzate per la prima volta proprio da marinai provenienti da questa città nel 1763. La lingua bretone, che fa parte delle lingue celtiche, non è mai stata parlata, invece, la lingua che si usava era il gallo, ovvero un dialetto neolatino della parte est della Bretagna. Sia il gallo, sia il bretone si possono studiare oggi nelle università bretoni.

## Toponomastica
Saint-Malo deve il suo nome a un monaco gallese, Mac Low, sbarcato nella penisola di Aleth (o Alet) nel VI secolo per evangelizzare il paese, e diventato vescovo di Aleth.

## Storia

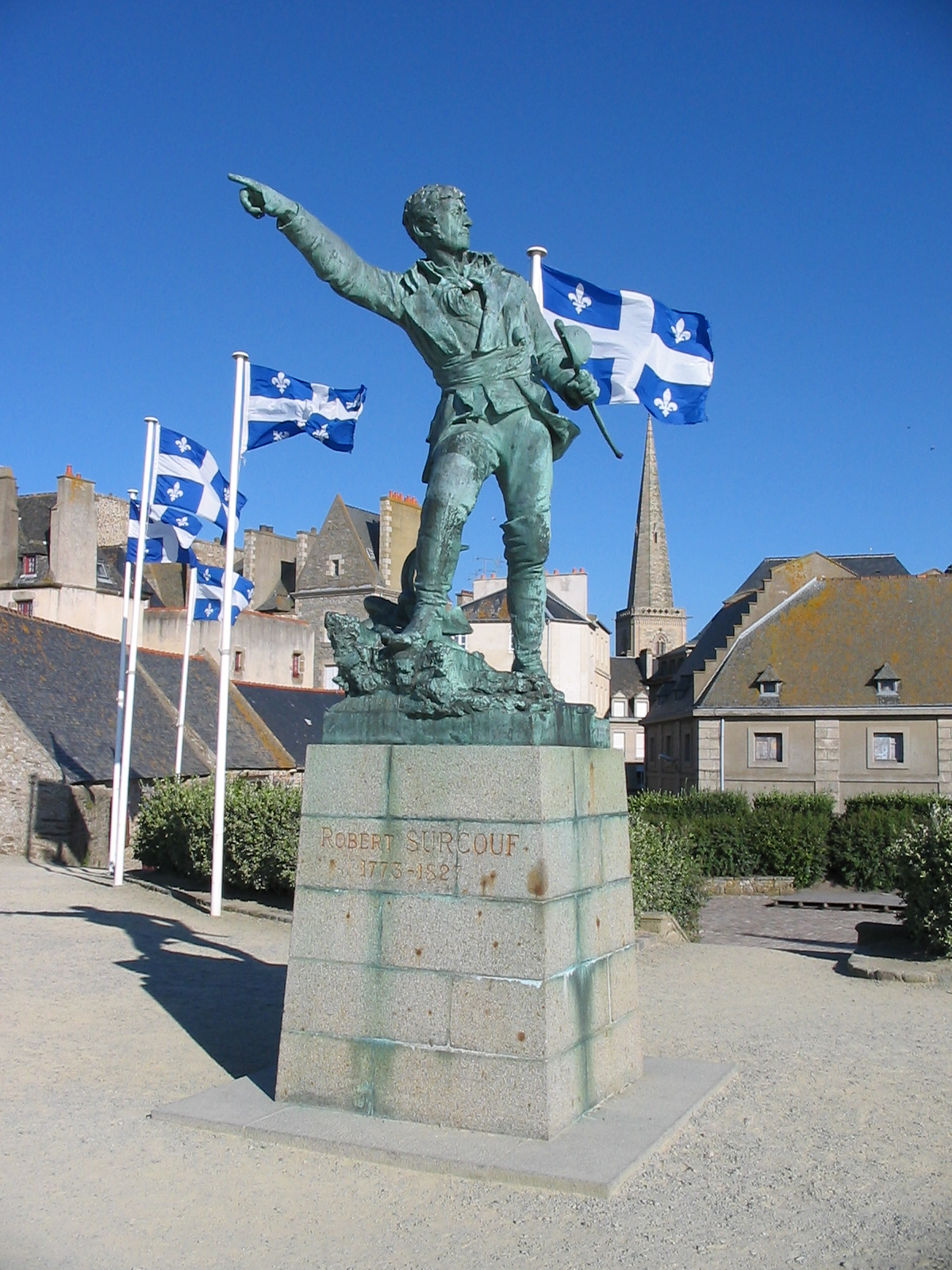
Statua di Surcouf che indica l'Inghilterra

La città di Aleth, all'epoca gallo-romana, era la sede della Legione di Marte e fu distrutta nel V secolo dagli Alani e dai Sassoni. È vicino a questa penisola di Aleth che è stata fondata nel XII secolo la città di Saint-Malo su un isolotto roccioso.
Aperta al commercio marittimo fin dal Medioevo, Saint-Malo si è poco a poco fatta notare come la più famosa città corsara. I corsari lavoravano al conto del re (alla differenza dei pirati, che lavoravano per conto loro). Erano in possesso di un documento ufficiale che legalizzava la loro attività per combattere contro i nemici, e dovevano rispettare scrupolosamente le regole di guerra, altrimenti erano considerati come pirati. In quel periodo, il più grande nemico di Saint-Malo fu l'Inghilterra. Si può notare ancora oggi l'esempio del grande corsaro Surcouf, la cui statua eretta a Saint-Malo, indica con il dito la direzione dell'Inghilterra, terra nemica da combattere. L'altro grande corsaro di Saint-Malo è René Duguay-Trouin, vissute a fine Seicento.
Nel 1534, il re francese Francesco I incarica il malouin Jacques Cartier di navigare fino alla Cina, per trovarci delle ricchezze. Però, il navigatore, sulla sua strada scopre il Canada, e ne prende il possesso in nome del re di Francia.
Nel XVI secolo, Saint-Malo si apre maggiormente al commercio marittimo con la Spagna e l'Inghilterra; numerosi pescatori partono alla volta delle coste di Terranova (vicine al Canada) per pescare il merluzzo, facendo di Saint-Malo una grande città di pescatori. La città venne sottoposta varie volte ad attacchi da parte degli inglesi (nel 1378, 1693 e nel 1758) ma vennero respinti ogni volta.
Saint-Malo diventa molto ricca nel XVII secolo, un periodo in cui i corsari controllano il traffico marittimo del Mare del Sud, e quello delle Indie Orientali. Saint-Malo diventa uno dei principali importatori del denaro sud-americano in Francia.
Il nome argentino dell'arcipelago delle isole Falklands (Islas Malvinas) deriva dal fatto che i primi coloni provenivano da Saint-Malo. Per porre fine alla Guerra di successione in Spagna e portare la pace in Europa, la Francia e l'Inghilterra firmano il Trattato di Utrecht nel 1713. Questo trattato annuncia però la fine della prosperità di Saint-Malo.

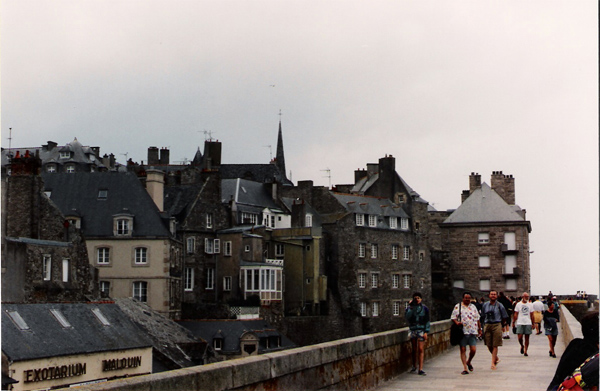
Saint-Malo (vista dai bastioni)

Nel corso del XIX secolo, Saint-Malo non riesce ad arricchirsi, nonostante la sistemazione di darsene e di ferrovie. Sarà ormai in altri settori che Saint-Malo si farà notare: grandi scrittori come Chateaubriand e Lamennais, originari di Saint-Malo, elogiano la loro città nella letteratura.
All'inizio del XX secolo, si sviluppa il turismo culturale e balneare della città. Durante la seconda guerra mondiale Saint-Malo viene distrutta quasi interamente dai bombardamenti e dalla dura battaglia intrapresa dalle forze statunitensi contro la locale guarnigione tedesca (agosto 1944). Alla Liberazione, la città viene ricostruita, rispettando l'architettura del passato. Il porto diviene più moderno. 
Nel 1967, Saint-Malo (l'attuale centro della città, chiamato Intra-Muros) annette le città vicine di Saint-Servan-sur-Mer e Paramé. Negli anni a seguire altre piccole città sono annesse, che sono divenuti i quartieri periferici di Saint-Malo. Importante centro velico, dal 1978 Saint-Malo ospita una delle massime regate transatlantiche, la Route du Rhum (Strada del Rhum), organizzata ogni quattro anni all'inizio del mese di novembre e che vede i protagonisti attraversare in solitario l'oceano Atlantico fino all'isola della Guadalupa, nelle Antille.

## Monumenti e luoghi d'interesse

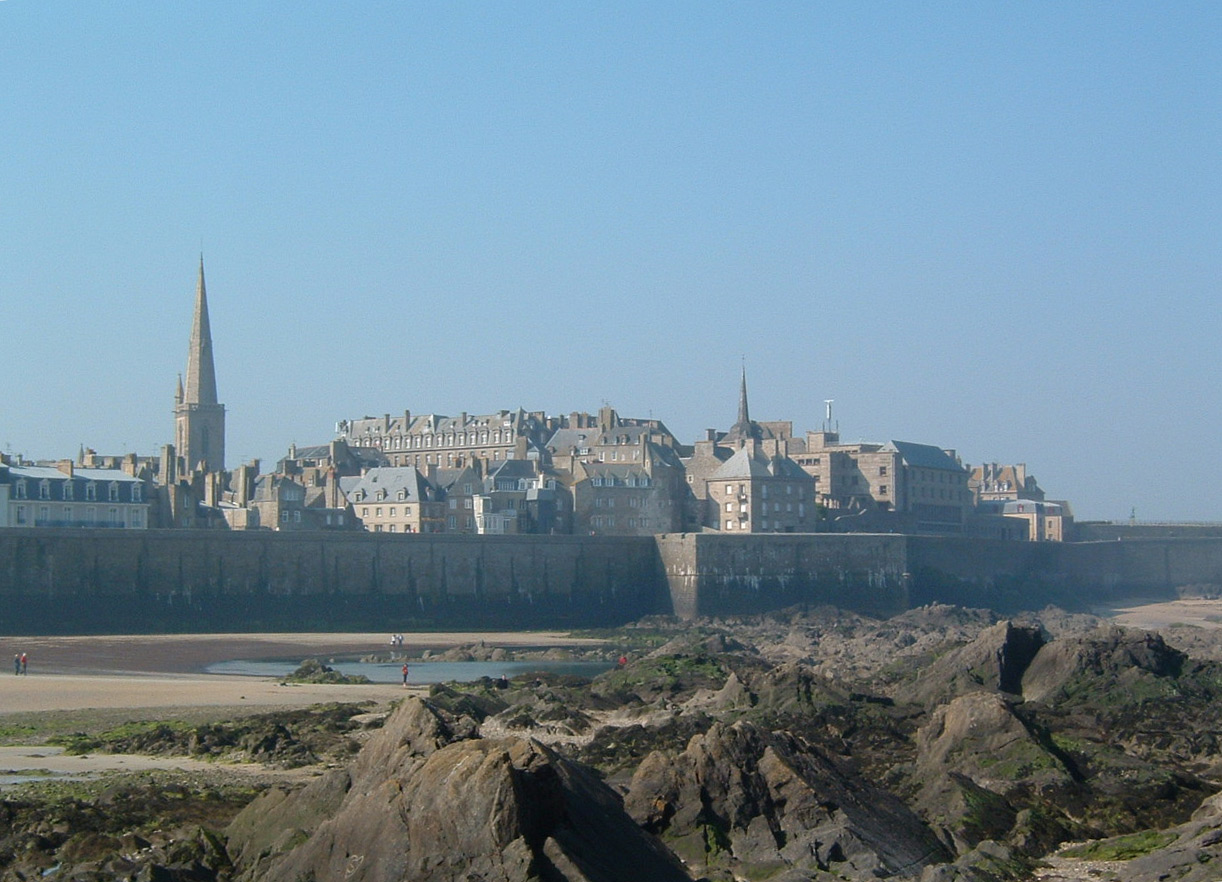
Cattedrale con le mura

- La cattedrale gotica, dedicata a San Vincenzo di Saragozza
- La tomba di François-René de Chateaubriand sull'isola del Grand Bé.
- La torre "Quic-en-Groigne" (nel castello)
- Le mura gallo-romane di Alet
- La torre Solidor, medievale, con un museo dedicata ai lunghi viaggi
- La base tedesca della Cité
- Il castello medievale costruito dai duchi di Bretagna col museo di Storia ricreato da Dan Lailler (storia cittadina, belle arti)
- I bastioni della ville close
- L'Hôtel d'Asfeld, ultimo palazzo di armatori conservato dopo la guerra
- Il Fort-National
- Il fort du Petit Bé
- Le Rochers sculptés, nella frazione di Rothéneuf

## Motti

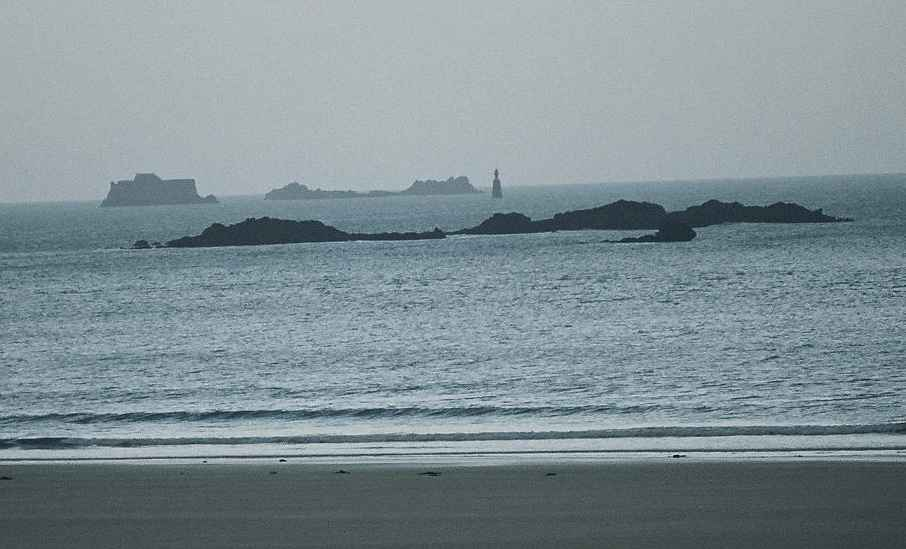
Isolette di fronte a Saint-Malo

- Una delle grida di guerra bretoni medievali era: Malo au riche duc.
- Medioevo: Cave Canem (« Attento al cane », in latino), riferendosi ai cani da guardia, mastini, lasciati liberi la notte in città.
- Semper Fidelis (« Sempre fedele »); fedeltà rappresentata dall'ermellino dello stemma.
- Motto locale: né francese, né bretone, Malouin sono (origine incerta, probabile riferimento alla repubblica malouine del 1590-1594); Prima Malouin, dopo bretone, francese se ne resta (versione attuale).
- Motto bretone: meglio la morte che la sozzura ("kentoc'h mervel eget bezañ saotret"). Motto scelto da Alano Barba Torta durante una battaglia coi Normanni.

## Stemma
Rosso con erpice d'oro movente dalla punta dello scudo, sormontato da un ermellino passante d'argento lampassato di nero, accollato e cinto d'oro, cravattato d'ermellino

## Amministrazione

### Gemellaggi
La città è gemellata con:
- Port Louis, dal 1999
- Gaspé, dal 2009
- Saint-Malo
- Saint-Malo

## Manifestazioni
- Quai des Bulles - Festival del fumetto e delle immagini proiettate - sito web
- La Route du Rhum, prestigiosa regata transatlantica in solitario che collega Saint-Malo a Pointe-à-Pitre in Guadalupa, nelle Antille francesi, ogni quattro anni.
- Transat Québec Saint-Malo, regata, ogni 4 anni, tra Québec (in Canada) e Saint-Malo
- La Route du Rock, festival internazionale di musica rock
- La Course des grands voiliers, già Cutty Sark, regata
- Étonnants voyageurs (salone letterario) (sito web)
- Folklore du monde (Festival della musica del mondo)

## Società

### Evoluzione demografica
Abitanti censiti